# Sveno Svenonis Höök
Sveno Svenonis Höök (tidigare Liljehöök), död 27 april 1688 i Adelövs församling, Jönköpings län, var en svensk präst.

## Biografi
Sveno Höök prästvigdes 1659. Han blev 1668 komminister i Bälaryds församling och 1672 kyrkoherde i Adelövs församling. Höök avled 1688 i Adelövs församling.

### Familj
Höök var gift med Christina Zachrisdotter Torpadius. Hon var dotter till kyrkoherden Zacharias Jonæ Torpadius i Torpa församling. De fick tillsammans dottern Sara Höök som gifte sig första gången med komministern Sveno Petri Juringius i Mellby församling och andra gången med komministern Andreas Nicolai Follingius i Mellby församling.